# Terremoto de Erzincan de 1939
El terremoto de Erzincan de 1939 golpeó el este de Turquía a la 01:57 hora local del 27 de diciembre, con una magnitud de momento de 7,8 y una intensidad Mercalli máxima de XII (extrema). Fue el segundo terremoto más poderoso registrado en Turquía, después del terremoto de 1668 en el norte de Anatolia. Este fue uno de los más grandes de una secuencia de choques violentos que afectaron a Turquía a lo largo de la ruptura de la falla de Anatolia del Norte, entre 1939 y 1999, con un desplazamiento horizontal de hasta 3,7 m, ocurrió en un segmento de 360 km de largo de la zona de falla de Anatolia del Norte. El terremoto fue la pérdida natural de vidas más grave en Turquía en el siglo XX, con 32.968 muertos, y unos 100.000 heridos.Aunque fue Superado por los Terremotos de Turquía y Siria de 2023,dejando un saldo de más de 59 000 muertos.

## Antecedentes
La falla de Anatolia del Norte en Asia Menor es un límite de falla transformante importante donde la placa euroasiática se desliza más allá de la microplaca de Anatolia más pequeña. Con una longitud de más de 1.600 km, la falla se extiende desde el este de Turquía hasta el mar de Mármara. La falla de Anatolia del Norte ha sido y sigue siendo muy activa. Erzincan ha sido destruido por terremotos al menos 11 veces desde el año 1000 d. C. Entre 1942 y 1967, hubo seis grandes terremotos a lo largo de la misma falla, con tres por encima de 7 Mw.

## Terremoto
Con epicentro cerca de la ciudad de Erzincan, la ruptura del terremoto se propagó hacia el oeste a lo largo de 400 km. Las rupturas superficiales todavía son visibles hasta el día de hoy. Se formaron hasta 360 km de ruptura superficial. Se calculó un desplazamiento superficial medio de entre 2,3 metros y 8,8 metros. Desplazamientos verticales medidos de 0,5 a 2,0 metros. El deslizamiento horizontal máximo fue de 10,5 metros. El temblor duró 52 segundos. Resultó en un tsunami con alturas de 1 a 3 m (3,3 a 9,8 pies) que golpeó la costa del Mar Negro. Transferencia de tensión de Coulomb del terremoto de 1939 promovió rupturas que avanzaban hacia el oeste a lo largo de la falla de Anatolia del Norte. Diez terremotos de magnitud superior a 6,7 han roto una porción de 1000 km de la falla desde 1939.

## Daño
El terremoto dañó gravemente unos 116.720 edificios. Al ocurrir en invierno, era difícil que la ayuda llegara a las áreas afectadas.
Inicialmente, el número de muertos fue de unas 8.000 personas. En el transcurso del 27 de diciembre, se informó que había aumentado a 20.000. Durante el mismo día, la temperatura cayó a -30 °C (-22 °F). Se inició una operación de rescate de emergencia. Para el 5 de enero, casi 33.000 habían muerto a causa del terremoto y por las bajas temperaturas, las ventiscas y las inundaciones.

## Consecuencias
La destrucción total del terremoto llevó a Turquía a adoptar normas de construcción sísmica. Tan extenso fue el daño a la ciudad de Erzincan que su antiguo sitio fue abandonado por completo y se fundó un nuevo asentamiento un poco más al norte.